# Menjagrà de carpó castany
El menjagrà de carpó castany (Sporophila torqueola) és una petita espècie d'ocell canora pertanyent a la família Thraupidae.

## Hàbitat i distribució
Habita zones arbustives, boscos clars, matolls, terres de conreu i sabanes de Mèxic occidental des del centre de Sinaloa i oest de Durango, cap al sud, a través de Nayarit, Jalisco, Colima, Guanajuato, Michoacán, Guerrero, Morelos i oest de Puebla fins Oaxaca.